# Distrito de Stade
El Distrito de Stade (en alemán: Landkreis Stade) es un Landkreis (distrito) ubicado al norte de Baja Sajonia (Alemania). Limita al oeste con el transcurso del río Oste a lo largo del distrito de Cuxhaven, al este limita con la ciudad de Hamburgo, al sudeste con el distrito de Harburg y al sudoeste con el distrito de Rotemburgo del Wumme. Al norte con el río Elba que hace de frontera natural.

## Geografía
La frontera noreste del distrito se marca con el transcurso del río Elba. A este distrito pertenece la conocida Altes Land y los paisajes de Kehdingen así como el Stader Geest. A través de Stade se pueden encontrar algunos ríos pequeños, como por ejemplo, Schwinge, el Este y el Lühe.

## Historia
El Landkreis Stade aparece con la composición actual por primera vez en el año 1932 algunos de los municipios son procedentes de los distritos de "Jork", "Land Kehdingen" y "Stade", desde este año la composición íntegra del distrito ha permanecido inalterable.

## Industria
El parte más grande del terreno del distrito está dedicado a las actividades de la agricultura, en especial el cultivo de frutas (manzanas y cerezas) en la región entre Stade y Hamburgo. Algunas de las empresas relevantes de la zona son Dow Chemical, AOS, Airbus o E.ON. En la zona del Alte Land se encuentra una fuerte actividad turística con una oferta variada de hoteles y pensiones.

## Composición del distrito
| (Habitantes a 30 de junio de 2005) - 1. Buxtehude, Ciudad, Municipio autónomo (38.081) - 2. Drochtersen (12.257) - 3. Jork (11.879) - 4. Stade, Ciudad, Municipio autónomo (45.790) Localización de la administración * - 1. Samtgemeinde Apensen (7.754) 1. Apensen * (3.007) 2. Beckdorf (2.495) 3. Sauensiek (2.252) - 2. Samtgemeinde Fredenbeck (12.977) 1. Deinste (2.204) 2. Fredenbeck * (5.829) 3. Kutenholz (4.944) | Los Municipios y Samtgemeinden del Landkreises Stade | Los Municipios y Samtgemeinden del Landkreises Stade |
| - 3. Samtgemeinde Harsefeld (20.272) 1. Ahlerstedt (5.024) 2. Bargstedt (2.102) 3. Brest (842) 4. Harsefeld, Flecken * (12.304) - 4. Samtgemeinde Himmelpforten (9.896) 1. Düdenbüttel (912) 2. Engelschoff (760) 3. Grossenwörde (494) 4. Hammah (2.874) 5. Himmelpforten * (4.856) | - 5. Samtgemeinde Horneburg (11.482) 1. Agathenburg (1.107) 2. Bliedersdorf (1.660) 3. Dollern (1.706) 4. Horneburg, Flecken * (5.575) 5. Nottensdorf (1.434) - 6. Samtgemeinde Lühe (10.123) 1. Grünendeich (2.038) 2. Guderhandviertel (1.255) 3. Hollern-Twielenfleth (3.357) 4. Mittelnkirchen (981) 5. Neuenkirchen (795) 6. Steinkirchen * (1.697) | - 7. Samtgemeinde Nordkehdingen (7.760) 1. Balje (1.116) 2. Freiburg, Flecken * (1.881) 3. Krummendeich (478) 4. Oederquart (1.216) 5. Wischhafen (3.069) - 8. Samtgemeinde Oldendorf (7.746) 1. Burweg (997) 2. Estorf (1.520) 3. Heinbockel (1.571) 4. Kranenburg (766) 5. Oldendorf * (2.892) |